# 3618 Kuprin
3618 Kuprin eller 1979 QP8 är en asteroid i huvudbältet som upptäcktes den 20 augusti 1979 av den rysk-sovjetiske astronomen Nikolaj Tjernych vid Krims astrofysiska observatorium på Krim. Den har fått sitt namn efter den ryske författaren Aleksandr Kuprin.
Asteroiden har en diameter på ungefär sexton kilometer.